# Ізраїльсько-афганські відносини
Між Афганістаном та Ізраїлем немає дипломатичних відносин. 7 вересня 2021 року, після захоплення влади талібами, країну покинув Звулун Сіман-Тов, «останній єврей Афганістану» та доглядач кабульської синагоги, через можливість потрапити в заручники до більш радикальних ісламських груп, таких як ІД-ПХ. У жовтні 2021 року країну покинула Това Мораді, далека родичка Звулуна, та її сім'я.

## Історія
Ізраїль забезпечував озброєння та навчання військам моджахедів, які воювали з афганським урядом (його підтримував Радянський Союз). Ізраїльські інструктори навчали тисячі бійців моджахедів, зокрема з групи «Хезб-е Ісламі» Ґульбуддіна Хекматіара. Голова Міжвідомчої розвідки Пакистану, Ахтар Абдур Рахман, дозволив ізраїльським тренерам в'їзд до країни.
Афганська королівська родина має добре відому історію походження, згідно з якою їхнім предком є єврейський пророк Яків, також відомий як Ізраїль. Вони також стверджують, що є нащадками ізраїльського царя Саула з коліна Веніаміна, останнього сина Якова та Рахілі.
В інтерв'ю 2005 року репортеру ізраїльської газети «Єдіот Ахронот», який перебував у Кабулі, президент Афганістану Хамід Карзай натякнув на бажання встановити офіційні зв'язки з Ізраїлем. Коли «буде подальший прогрес [у мирному процесі на Близькому Сході] і палестинці почнуть створювати власну державу, Афганістан буде радий повноцінним відносинам з Ізраїлем», — сказав він. Він розповів, що кілька разів зустрічався з Шимоном Пересом, і назвав його «шановним чоловіком, справжнім воїном за мир».
Після того, як Талібан отримав повний контроль над Афганістаном у 2021 році, речник Талібану Сухаїл Шахін сказав російській інформаційній агенції «Sputnik», що: «Звичайно, ми не матимемо жодних відносин із Ізраїлем. Ми хочемо мати відносини з іншими країнами, [але] Ізраїль не належить до цих країн. Ми хотіли б мати відносини з усіма країнами регіону та сусідніми країнами, а також країнами Азії».

## Виноски
1. 1 2  Tarzi, Amin (5 листопада 2005). Afghanistan: Might Warmer Relations With Jerusalem Cool Kabul's Relations With Tehran?. Radio Free Europe/Radio Liberty (RFE/RL). Архів оригіналу за 19 вересня 2016. Процитовано 29 жовтня 2013.
2. ↑  The last Jew in Afghanistan - World Blog - msnbc.com. web.archive.org. 16 червня 2008. Архів оригіналу за 16 червня 2008. Процитовано 31 січня 2022. [Архівовано 2008-06-16 у Wayback Machine.]
3. ↑  Afghanistan's Last Jew Leaves After Taliban Takeover. Haaretz. The Associated Press. 8 вересня 2021. Архів оригіналу за 13 вересня 2021. Процитовано 23 грудня 2021.
4. ↑  'Last Jew in Afghanistan' loses title to hidden Jewish family (англ.) . 03.11.2021, оновлено 01.12.2021. Архів оригіналу за 30 січня 2022. Процитовано 31 січня 2022.
5. ↑  Hilali, A. Z. (2005). US-Pakistan Relationship: Soviet Invasion of Afghanistan (англ.). Ashgate. с. 124. ISBN 978-0-7546-4220-6. Архів оригіналу за 31 січня 2022. Процитовано 31 січня 2022.
6. ↑  Kampeas, Ron (10 вересня 2021). Taliban Says It Wants Ties With U.S. and Rest of the World – but Not Israel. Архів оригіналу за 17 вересня 2021. Процитовано 17 вересня 2021.